# الشلل فوق النووي المترقي
الشلل فوق النووي المترقي والمعروف أيضاً باسم متلازمة ستيل-ريتشاردسون-أولزوسكي، هو مرض تنكسي يتضمن التلف التدريجي وتدهور الخلايا في مناطق من الدماغ. تؤدي هذه الحالة لأعراض تشمل عدم التوازن وتباطؤ الحركة وصعوبة تحريك العينين والخرف. يتشابه الشلل فوق النووي المترقي مع بعض أمراض التنكس العصبي الأخرى مثل شلل الرعاش (داء باركنسون) والألزهايمر.
سبب هذه الحالة غير مؤكد حتى الآن، ولكنه يتعلق بتراكم نوع من البروتينات التي تسمى «تاو» داخل الدماغ، وقد تفيد بعض الأدوية مثل ليفودوبا والأمانتادين في بعض الحالات. يؤثر الشلل فوق النووي على ستة أشخاص لكل 100000 شخص تقريباً، وتبدأ الأعراض عادة عند الأشخاص الذين تتراوح أعمارهم بين سن الستين والسبعين عاماً. من المرجح أن إصابة الذكور تكون أكثر من الإناث بقليل. كما لم يتم العثور على أية ارتباطات بين الشلل فوق النووي وأي عرق أو موقع أو مهنة معينة.

## الأعراض والعلامات
الأعراض الأولية في ثلثي الحالات هي فقدان التوازن والاندفاع للأمام عند الحركة والمشي السريع والاصطدام بالأشياء أو الأشخاص والسقوط المتكرر. كما تظهر أعراض الخرف في البداية في واحد من كل خمس حالات.
من الأعراض المبكرة الشائعة الأخرى التغيرات في الشخصية والتباطؤ العام في الحركة بالإضافة للأعراض البصرية.
الأعراض والعلامات المتأخرة هي الخرف (بما في ذلك عادة فقدان القدرة على الكبح والقدرة على تنظيم المعلومات) وتباطؤ الكلام وصعوبة البلع وصعوبة تحريك العينين خاصة في الاتجاه العمودي. والعرض الأخير يفسر بعض حالات السقوط التي يعاني منها هؤلاء المرضى، لأنهم غير قادرين على النظر للأعلى أو للأسفل. بعض العلامات الأخرى هي ضعف وظيفة الجفن وتقبّض عضلات الوجه مع إمالة الرأس إلى الخلف مع تشنج عضلات الرقبة واضطراب النوم وسلس البول والإمساك.
للأعراض البصرية أهمية خاصة في تشخيص هذا الاضطراب. حيث يشكو المرضى عادة من صعوبة القراءة بسبب عدم القدرة على النظر جيداً. ومن الجدير بالذكر هنا أن الاعتلالات العينية التي يعاني منها هؤلاء المرضى تتعلق بشكل أساسي بحركة العين الإرادية وعدم القدرة على القيام بالحركات السكادية العمودية (حركة سريعة متزامنة لكلتا العينين عند التحديق بصورة أو جسم معين) والتي غالباً ما تكون أسوأ مع الحركات السكادية للأسفل. يشكوا المرضى من صعوبة النظر إلى الأسفل بسبب (شلل الحملقة السفلي) تكون الرقبة متبوعة بشلل الحملقة العلوي أيضاً، يصحَّح هذا الشلل البصري العمودي عندما يقوم الفاحص بتدوير رأس المريض للأعلى والأسفل كجزء من اختبار منعكس تدوير المقلة.
قد تكون حركة العين اللاإرادية أقرب إلى وضعها الطبيعي، مثلما تكون في ظاهرة بيل، وعند الفحص الدقيق، تكون حركات العين المسماة «الرعشات ذات الموجة المربعة» مرئية عندما يثبت المريض عن بعد. هذه حركات دقيقة، يمكن أن تشخص بالخطأ على أنها رأرأة، إلا أنها سريعة بطبعها. على الرغم من أن الأفراد الأصحاء يقومون أيضاً بحركات رعشة ذات موجة مربعة، فإن مرضى الشلل النووي المترقّي يقومون بحركات الرعشة ذات الموجة المربعة بشكل أبطأ مع حركات عمودية أصغر. يعتبر تقييم هذه الرعشات ذات الموجة المربعة والحركة العمودية المتناقصة مفيداً بشكل خاص لتشخيص الشلل فوق النووي المترقي لأن هذه الحركات تميز مرضى الشلل فوق النووي المترقي عن غيرهم من مرضى شلل الرعاش. إن صعوبات التقارب (قصور التقارب) حيث تتقارب العينان عند التركيز على شيء قريب مثل صفحات كتاب تعتبر نموذجية. نظراً لأن العينين تواجهان صعوبة بالتجمع معاً من أجل التركيز ضمن مسافات قصيرة، فقد يشكو المريض من شفع (ازدواجية الرؤية) عند القراءة.
المظاهر المرضية الأولية:
- شلل العين فوق النووي.
- خلل التوتر في الرقبة.
- الرعاش.
- الشلل البصلي الكاذب (وهي حالة طبية تتميز بعدم القدرة على التحكم بحركات الوجه مثل المضغ والتحدث).
- ضعف السلوك المعرفي.
- الخلل وصعوبة المشي.
- السقوط المتكرر

## السبب
سبب الشلل فوق النووي المترقي غير معروف حتى الآن. أقل من 1 ٪ من المصابين بالشلل النووي المترقي لديهم إصابة عائلية بنفس الاضطراب أي أن العامل الوراثي غير مرجّح، كما تم ربط متغير في جين البروتين تاو يسمى النمط الفرداني H1، والموجود على الكروموسوم 17 بـالشلل فوق النووي المترقي. تلقى جميع الأشخاص الذين يعانون من الشلل فوق النووي المترقي تقريباً نسخة من هذا البديل من الوالدين، ولكن ثلثي عامة السكان بشكل عام تلقوا نسخة من هذا البديل!. لذلك يبدو أن النمط الفرداني H1 ضروري ولكنه غير كافٍ للتسبب بهذا الشلل. يتم فحص الجينات الأخرى وكذلك السموم البيئية كعوامل مساهمة أخرى في مرض الشلل فوق النووي المترقي. تتورط ميتوكوندريا مثبطات المركَّب I (مثل الأسيتوجينينات والكينولينات والروتينويدات) بشكل خاص في إصابات الدماغ الشبيهة بـ الشلل النووي المترقي.

## الفيزيولوجيا المرضية
تتضمن خلايا الدماغ المصابة كل من الخلايا العصبية والخلايا الدبقية. تظهر الخلايا العصبية تشابك ليفي عصبي، وهو عبارة عن كتل من بروتين تاو، وهو جزء طبيعي من الهيكل الداخلي لخلية الدماغ. وغالباً ما يختلف هذه التشابك عن ذلك الذي يظهر في مرض الألزهايمر، ولكنه قد يكون متشابه من الناحية الهيكلية عندما يحدث في القشرة الدماغية. عادةً ما يكون تركيبه الكيميائي مختلفاً، وهو مشابه لتكوين التشابك الذي يظهر في الضمور القشري القاعدي. يعتبر وجود سلاسل البروتين تاو في الخلايا النجمية  أو في حزم الخلايا النجمية عاملاً مشخصاً أيضاً. وعلى عكس التشابك الليفي العصبي كروي الشكل، فإنها قد تكون أكثر انتشاراً في القشرة. تُرى جسيمات ليوي في بعض الحالات، ولكن ليس واضحاً ما إذا كانت هذه عملية متباينة أم أنها عملية مستقلة، وفي بعض الحالات، يمكن أن يتواجد الشلل فوق النووي المترقي بالتزامن مع الضمور القشري ومرض شلل الرعاش و/أو مرض الألزهايمر، خاصةً مع المرضى الأكبر سناً.
المجالات الرئيسية للدماغ المتضررة هي:
- لعقد القاعدية وخاصة النواة تحت المهادية والمادة السوداء والكرة الشاحبة (الجسم المخطط القديم).
- جذع الدماغ وخاصة الجزء من الدماغ المتوسط حيث تنظم القشرة الدماغية حركة العين وخاصة تلك التي في الفص الجبهي.
- النواة المسننة في المخيخ.
- الحبل الشوكي وخاصة المنطقة التي يتم فيها التحكم بالمثانة والأمعاء.
- يعتبر البعض أن الشلل فوق النووي المترقي والتنكس القشري والخرف الجبهي الصدغي كلها تقلبات لنفس المرض [14][15]ويعتبرهم آخرون أمراضاً منفصلة[16][17][18] تم اعتبار الشلل فوق النووي المترقي بين الحين والآخر جزءاً من مرض بيك.[18]

## التشخيص
يتم إجراء التصوير بالرنين المغناطيسي غالباً لتشخيص الشلل فوق النووي المترقي. قد يظهر التصوير بالرنين المغناطيسي ضموراً في الدماغ المتوسط مع الحفاظ على الجسر اللذي يعطي علامة «الطائر الطنان» وعلامة ميكي ماوس.

### التشخيص التفريقي
كثيرا ما يتم تشخيص الشلل فوق النووي المترقي على أنه مرض شلل الرعاش كونه يتظاهر بتباطؤ الحركات وصعوبة في المشي، ويتشابه بهذه الأعراض مع الشلل فوق النووي المترقي كونه واحد من مجموعة من الأمراض المشار إليها باسم متلازمات شلل الرعاش. كل من باركنسون والشلل فوق النووي المترقي يبدؤون في نهايات منتصف العمر وتنطوي على تباطؤ وصلابة الحركة. ومع ذلك، توجد العديد من العلامات المميزة بينهم. فالهزة شائعة جداً لدى مرضى باركنسون، ولكنها نادرة لدى مرضى الشلل فوق النووي المترقي. تعد صعوبات النطق والبلع أكثر شيوعاً وشدة مع الشلل فوق النووي المترقي، كما أن حركات العين غير الطبيعية للشلل فوق النووي المترقي غائبة بشكل أساسي عند مرضى باركنسون.
يمكن أن تساعد الاستجابة الضعيفة للليفودوبا في التمييز بين باركنسون والشلل فوق النووي المترقي، يميل المرضى الذين يعانون من نوع ريتشاردسون من الشلل النووي المترقي إلى الوقوف وضع مستقيم أو وضعية تقوس الظهر، على عكس الوضع المنحني إلى الأمام في اضطرابات شلل الرعاش الأخرى. السقوط المتكرر أكثر شيوعاً أيضاً مع الشلل فوق النووي المترقي، خاصةً من نوع ريتشاردسون. يمكن تشخيص الشلل فوق النووي المترقي بالخطأ على أنه مرض الألزهايمر بسبب التغيرات السلوكية. يُظهر اعتلال الدماغ المزمن الصدمي العديد من أوجه التشابه مع الشلل فوق النووي المترقي.

## العلاج
لا يوجد علاج للشلل فوق النووي المترقي، والمعالجة تكون داعمة في المقام الأول. غالباً ما يتم تقسيم حالات الشلل فوق النووي المترقي إلى مجموعتين فرعيتين، وهما الشلل فوق النووي المترقي من نوع ريتشاردسون وهو النمط الكلاسيكي للإصابة، والشلل فوق النووي المترقي من نوع باركينسونسم، حيث يمكن الحصول على استجابة قصيرة المدى لليفودوبا. خلل الحركة يعتبر من المضاعفات العرضية ولكنها نادرة للعلاج. الأمانتادين مفيد أيضاً في بعض الأحيان.
بعد بضع سنوات، يميل النوع الثاني لأخذ صفات مرض ريتشاردسون. يمكن استخدام البوتوكس لعلاج خلل التوتر في الرقبة وتشنج الجفن، ولكن هذا يمكن أن يؤدي إلى تفاقم مشكلة عسر البلع. اقترحت دراستان أن عقار ريفاستيجمين قد يساعد في الجوانب المعرفية، ولكن اقترح مؤلفا الدراستين استخدام عينات كبيرة. هناك بعض الأدلة على أن الزولبايديم المنوم قد يحسن وظائف الحركة والعين، ولكن هذه الدراسات كانت على نطاق ضيق.

### إعادة التأهيل
يسعى عادة مرضى الشلل فوق النووي المترقي أو يحالون إلى المعالجة الإشغالية (وهي نوع من أنواع المعالجات تهدف لإلهاء المريض) وإلى أخصائيي مشاكل النطق واللغة من أجل تغيرات حركات الكلام وللعلاج الطبيعي من أجل مشاكل التوازن والمشي وقصص السقوط المتكرر. تفتقر تقارير إعادة التأهيل في الشلل فوق النووي المترقي للأدلة العلمية الكافية، وحالياً تتألف غالبية الأبحاث حول هذا الموضوع من تقارير تشمل عدداً صغيراً فقط من المرضى. تشتمل التقارير التي تتحدث عن برامج إعادة التأهيل للمرضى الذين يعانون من الشلل فوق النووي المترقي على أنشطة تنسيق الأطراف وموازنة ألواح الميل وتدريب المشية وتدريب القوة مع تمارين مقاومة تدريجية وتمارين الإيزوكينيتيك (وهو جهاز يقوم بتحديد وقياس قوة مقاومة العضلات) وتمدد عضلات الرقبة.بينما تشير بعض التقارير إلى أن العلاج الطبيعي يمكن أن يوفر تحسينات في التوازن والمشي للمرضى الذين يعانون من الشلل فوق النووي المترقي، ولكن لا يمكن تعميم النتائج على جميع مرضى الشلل فوق النووي المترقي، لأن كل التقارير تحدثت عن مريض واحد أو مريضين فقط. ومع ذلك، يمكن أن تكون الملاحظات التي تم الحصول عليها من دراسات هذه الحالة مفيدة في المساعدة في توجيه البحوث المستقبلية المتعلقة بفعالية برامج التدريب على التوازن والمشي في إعادة تأهيل مرضى الشلل فوق النووي المترقي. يُحال الأفراد الذين يعانون من الشلل فوق النووي المترقي غالباً إلى المعالجين المهنيين للمساعدة في إدارة حالتهم وللمساعدة في تعزيز استقلالهم.
قد يشمل العلاج تعليمهم استخدام وسائل النقل. يوصى باستخدام أداة المشي خاصةً تلك التي تجعل الشخص يميل للأمام وذلك بسبب ميلهم للسقوط المتكرر نحو الخلف. يساعد استخدام وسيلة مساعدة مناسبة على الحركة في تقليل مخاطر السقوط لدى الفرد وتجعله أكثر أماناً في المجتمع. يحتاج الأفراد بسبب مشاكل التوازن والحركات غير النظامية إلى قضاء بعض الوقت في تعلم كيفية التنقل بأمان في منازلهم وفي المجتمع. قد يشمل ذلك القيام من وضعية الجلوس ثم الجلوس على الكراسي بأمان. يفقد جميع الأفراد في النهاية قدرتهم على المشي بسبب الطبيعة المترقية لهذا المرض، وسيحتاجون لاحقاً لاستخدام كرسي متحرك من أجل الحركة. يتبع كل ذلك في الكثير من الأحيان عسرة بلع شديدة، وعند هذه المرحلة غالباً ما تكون الوفاة مسألة أشهر فقط.

## الإنذار
على الرغم من أن بعض الأعراض يمكن أن تستجيب لبعض التدابير لكن لم يعثر على علاج شافي للشلل فوق النووي التقدمي حتى الآن. متوسط عمر ظهور الأعراض هو 63 ومدة البقاء على قيد الحياة منذ ظهورها 7 سنوات مع تباين واسع بين المرضى. يعتبر الالتهاب الرئوي عند هؤلاء المرضى سبب شائع للوفاة.

## تاريخياً
وُصف الشلل فوق النووي المترقي لأول مرة من قبل أطباء الأعصاب جون ستيل وجون ريتشاردسون وجيرزي أولزوفسكي في عام 1963.